# Alexander Zaitsev (astronome)
Pour les articles homonymes, voir Zaitsev et Aleksandr Zaïtsev.
Aleksandr Leonidovich Zaitsev (en russe : Александр Леонидович Зайцев ; 19 mai 1945 - 29 novembre 2021) est un ingénieur radio et astronome russe et soviétique de Friazino,,, qui a étudié l'astronomie radar, la recherche sur les astéroïdes proches de la Terre et SETI.

## Biographie
Zaitsev a reçu son diplôme en ingénierie radio de l'Université des mines de Moscou en 1967, son doctorat (1981) et son diplôme postdoctorat (1997) en astronomie radar de l'Institut d'ingénierie radio et d'électronique de l'Académie des sciences de Russie à Moscou. Il était membre de la Space Guard Foundation, de la SETI League et du European Radio Astronomy Club (ERAC).
Zaitsev était le scientifique en chef de l'Institut d'ingénierie radio et d'électronique de l'Académie des sciences de Russie. Il a dirigé de la transmission du groupe Encounter Team messages interstellaires à l'aide du centre Depar Space (EDSC) d'Eupatoria (Evpatoria). Zaitsev était également coordinateur régional de la SETI League pour la Russie.
La carrière de Zaitsev s'est concentrée sur trois sujets principaux : la théorie, la conception et la mise en œuvre de dispositifs radar utilisés dans l'étude de Vénus, Mars et Mercure ; la recherche sur les radars d'astéroïdes géocroiseurs ; et la messagerie radio interstellaire,  son domaine de recherche actuel. Il a pris sa retraite en 2013.
Zaitsev a observé l'astéroïde (4179) Toutatis, en décembre 1992 en utilisant le radar planétaire Yevpatorian de 70 m en Crimée (Ukraine), comme émetteur de signaux de sondage, et le radiotélescope de 100 m à Effelsberg, en Allemagne, comme récepteur de l'écho radar de l'astéroïde.
En juin 1995, Zaitsev était responsable du lancement de la première expérience d'astronomie radar intercontinentale au monde ; les groupes radar participant à cette expérience étaient dirigés par Steven Ostro au JPL, Zaitsev à Yevpatoria et Yasuhiro Koyama à Kashima, au Japon. Le groupe d'Ostro a transmis et reçu en utilisant l'observatoire de Goldstone du Deep Space Network, tandis que Zaitsev a reçu en utilisant le site Yevpatoria et le groupe de Koyama a reçu à Kashima. L'astéroïde cible, (6489) Golevka, a ensuite été nommé en référençant les observatoires participants (GOL-EV-KA ou GOL dstone- EV patoria- KA shima). Zaitsev a également mené des travaux sur l'utilisation du radar pour déterminer la composition des astéroïdes et des corps planétaires.
Zaitsev a supervisé la transmission des appels cosmiques de 1999 et 2003 partir du radar (EPR),,,. Sous sa direction, un groupe de jeunes à Moscou a composé et diffusé un « Message de l'adolescence à l'ETI ». Zaitsev a proposé une structure en trois sections de messages radio interstellaires, a inventé l'acronyme METI (Messaging to Extra-Terrestrial Intelligence), et l'expression « paradoxe SETI », qui fait référence à un « paradoxe » apparent où deux civilisations lointaines capables de communication interstellaire resteront toujours silencieuses à moins que l'une d'elles ne contacte l'autre en premier, ce qui entraîne une impasse du silence. En 2005, dans l'article " The Drake Equation: Adding a METI Factor ", il a suggéré qu'un niveau technologique élevé n'est pas suffisant pour établir le contact avec les extraterrestres car un comportement approprié orienté vers la réalisation pratique de l'envoi de signaux est également nécessaire.
En 2006-2011, Zaitsev a contribué à :
- Documentaire télévisé franco-allemand d'ARTE « Die Außerirdischen » (« L'appel à tous les extraterrestres ») de Christian Schidlowski[19] ;
- Documentaire russe "Overcome the Great Silence" de Vladislav Sidorov[20],
- Documentaire néerlandais "Calling ET" de Prosper de Roos[21],
- Documentaire néerlandais "Alien Bits" de Prosper de Roos[22].

## Récompenses
- 1985 : Prix d'État des sciences de l'URSS.
- 1989 : la médaille Koroliov de la Fédération soviétique de l'espace[23].
- 1995 : (6075) Zajtsev, un astéroïde dans les régions extérieures de la ceinture principale, a été nommé en son honneur par l'astronome découvreur, Nikolaï Tchernykh, à la suite d'une suggestion de l'Institut d'astronomie théorique.
- 1997 : la médaille Tsiolkovski de la Fédération spatiale russe.
- 2003 : médaille du jubilé ukrainien 2500e anniversaire d'Evpatoria[24].